# Distretto di Bambamarca (La Libertad)
Il distretto di Bambamarca è uno dei sei distretti della provincia di Bolívar, in Perù. Si trova nella regione di La Libertad e si estende su una superficie di 165,2  chilometri quadrati.